# 半黑尾天竺鯛
半黑尾天竺鯛（學名：Apogon seminigracaudus），為輻鰭魚綱天竺鯛科天竺鯛屬下的一個種，分布於西太平洋日本至印尼，向東至斐濟海域，深度1至30公尺，本魚體延長，長橢圓形，體稍側扁，頭大、眼大、口大且斜裂，頜齒細小，鋤骨和腭骨通常具齒，舌上無齒，前鰓蓋骨邊緣光滑，鰓蓋骨後緣棘不發達，體被弱櫛鱗，體半透明的紅色；尾柄中部有寬的黑色條紋，延伸到尾鰭的下半部，背鰭硬棘7枚、背鰭軟條9枚、臀鰭硬棘2枚、臀鰭軟條8枚，體長可達5公分，棲息在沿海岩礁區，屬肉食性，以小型無脊椎動物為食，夜行性，繁殖期時，雄魚具有口孵習性，卵約7日化成仔魚，由雄魚吐出，具短暫的仔魚飄浮期，生活習性不明。